# جامعة سانت بطرسبرغ الحكومية

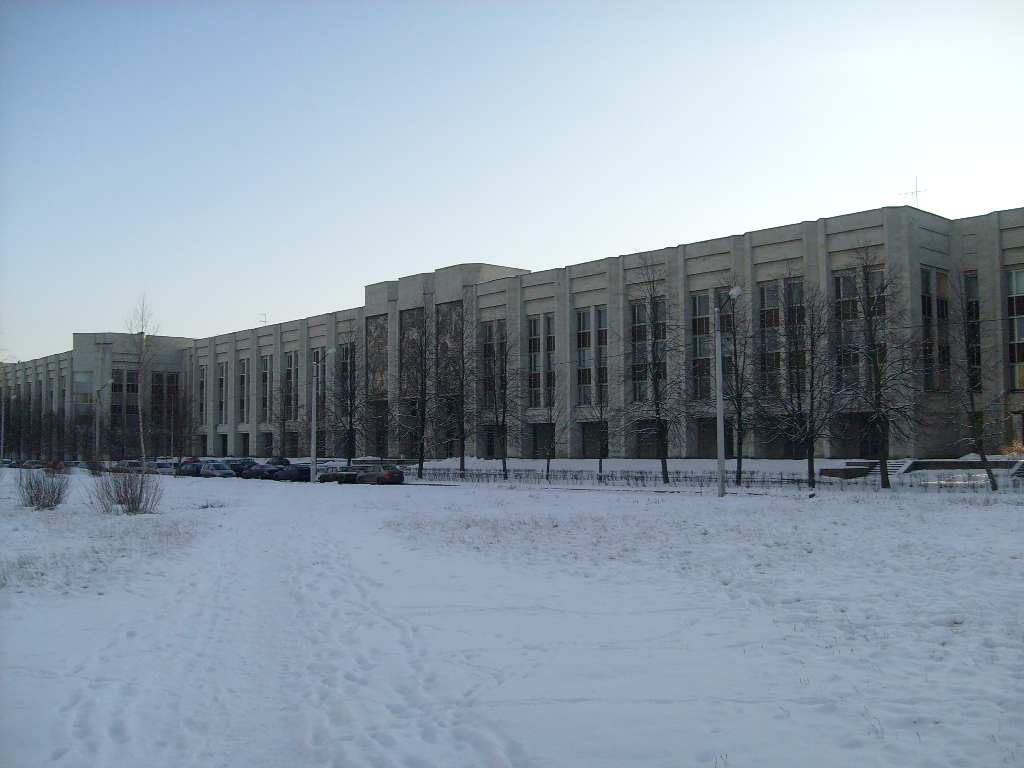
كلية الرياضيات والميكانيك في بترهوف

جامعة سانت بطرسبورغ الحكومية (بالروسية:Санкт-Петербургский государственный университет) (تختصر:SPbSU) هي جامعة حكومية روسية ومقرها في سانت بطرسبورغ، تعتبر واحدة من أقدم وأكبر الجامعات في روسيا. تتكون من أربع وعشرين كلية متخصصة، وثلاثة عشر معهدا للبحوث، وكلية الدراسات العسكرية، ومدرسة الأكاديمية الكلاسيكية، وإدارة للتربية البدنية والرياضة. في عام 2010، احتوت هيئة التدريس في الجامعة على 6855 عضوا.

## السمعة والترتيب العالمي
تعتبر من أشهر الجامعات في روسيا الاتحادية

## النظام

### الكليات

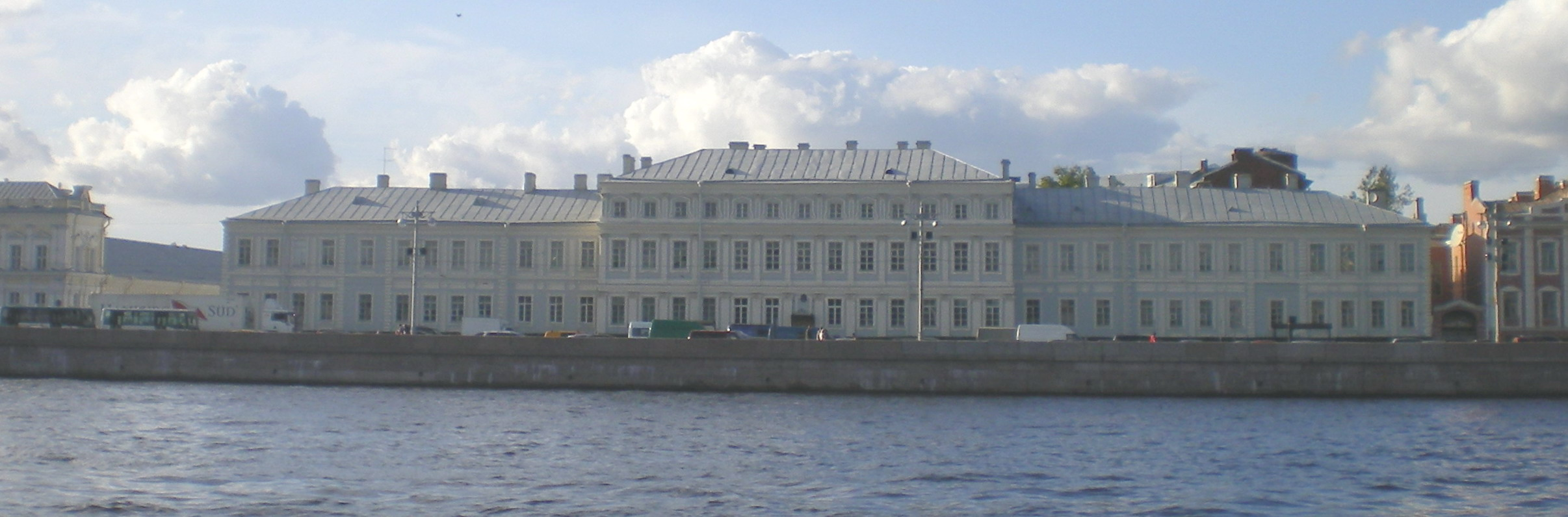
كلية فقه اللغة وكلية الدراسات الشرقية في Universitetskaya Embankment

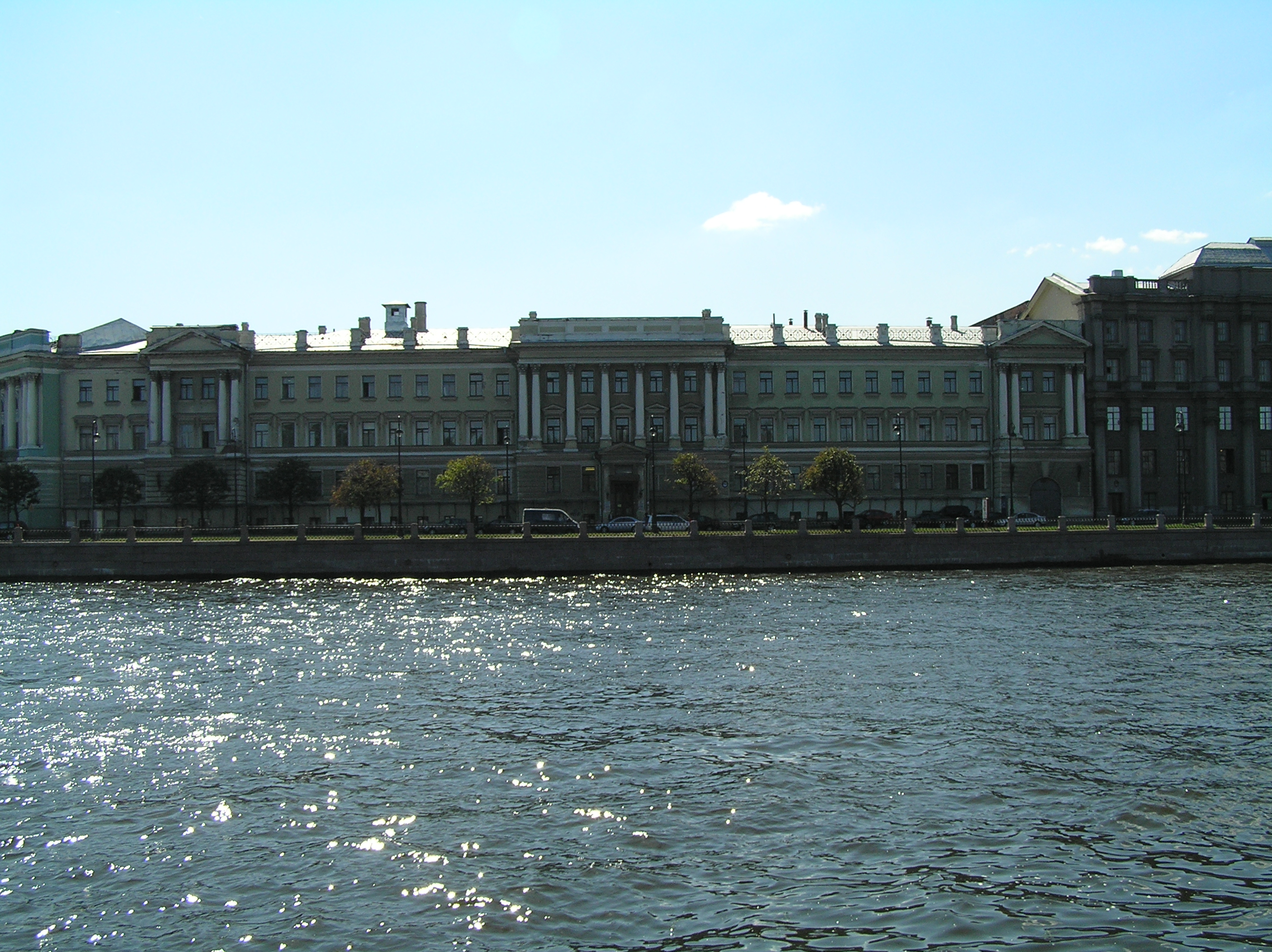
كلية Psychology on Makarov Embankment

تحوي الجامعة اثنين وعشرين كلية متخصصة وهي :
- كلية الرياضيات التطبيقية و Control Processes (*rus)
- كلية الفنون,
- كلية علم الأحياء ودراسات التربة (*rus نسخة محفوظة 8 يناير 2010 على موقع واي باك مشين.)
- كلية الكيمياء
- كلية الاقتصاد (*rus)
- كلية الجغرافيا وعلم الأرض (*rus نسخة محفوظة 9 نوفمبر 2007 على موقع واي باك مشين.)
- كلية علم الأرض (*rus)
- كلية التاريخ (*rus)
- مدرسة العلاقات الدولية (*rus | *eng)
- كلية الصحافة (*rus | *eng)
- كلية القانون
- كلية الرياضيات والميكانيك (*rus | *eng)
- كلية الطب (*rus)
- كلية الدراسات الشرقية (*rus نسخة محفوظة 1 فبراير 2010 على موقع واي باك مشين.)
- كلية فقه اللغة (*rus)
- كلية الفلسفة (*rus نسخة محفوظة 10 أغسطس 2015 على موقع واي باك مشين.)
- كلية الفيزياء (*rus)
- كلية العلوم السياسية (*rus)
- كلية علم النفس (*rus)
- كلية علم الاجتماع (*rus)
- مدرسة الإدارة للدراسات العليا
- كلية طب الأسنان والتكنلوجيا الطبية (*rus)
- الكلية العسكرية (*rus نسخة محفوظة 24 يناير 2017 على موقع واي باك مشين.)

## خريجون ومدرسون بارزون
- أنتجت جامعة سانت بطرسبورغ عددا من الحائزين على جائزة نوبل.
- كل من الرئيس الحالي (والذي هو وزير روسيا الأول) فلاديمير بوتين والرئيس السابق دميتري ميدفيديف هما خريجان من الجامعة.
- كاترينا تيخونوفا ابنة فلاديمير بوتين

## وصلات خارجية
- الصفحة الرئيسية لجامعة سانت بطرسبورغ الحكومية[وصلة مكسورة]